# Elias Walker Durnford
Elias Walker Durnford (28 juillet 1774 – 8 mars 1850) est un officier et ingénieur militaire de l'armée britannique. Il a conçu la Citadelle de Québec.
Durnford est né en 1774 à Lowestoft, Suffolk. Il est nommé sous-lieutenant du corps des Royal Engineers le 24 avril 1793. Durnford épouse Jane Sophia Mann le 30 octobre 1798. Le 10 janvier 1837 il est promu au rang de major-général. Il meurt en 1850 à Clarence Villa, Tunbridge Wells, Kent, à l'âge de 75 ans.